# 弗里茨·朗
弗里茨·朗（德語：Fritz Lang，1890年12月5日—1976年8月2日），全名弗里德里希·克里斯蒂安·安东·朗（德語：Friedrich Christian Anton Lang），出生於維也納，著名导演、编剧与制片人，德国表现主义的代表人物，1939年后移居美国。
1920年代早期，他連串出品的犯罪默片電影，開啟世界電影新風貌。他喜歡嘗試新劇種，例如1927年的《大都會》，便是機器人劇情首部出現於電影銀幕上。1930年代，電影進入有聲黑白電影後，他編導的《M就是兇手》是一部精彩劇作。
戰後，弗里茨持續編導許多作品，並從事電影宣導。弗里茨常與希区柯克、卓別林等人並列於電影百人之列，被認為是電影史上影響最大的導演之一。

## 生平

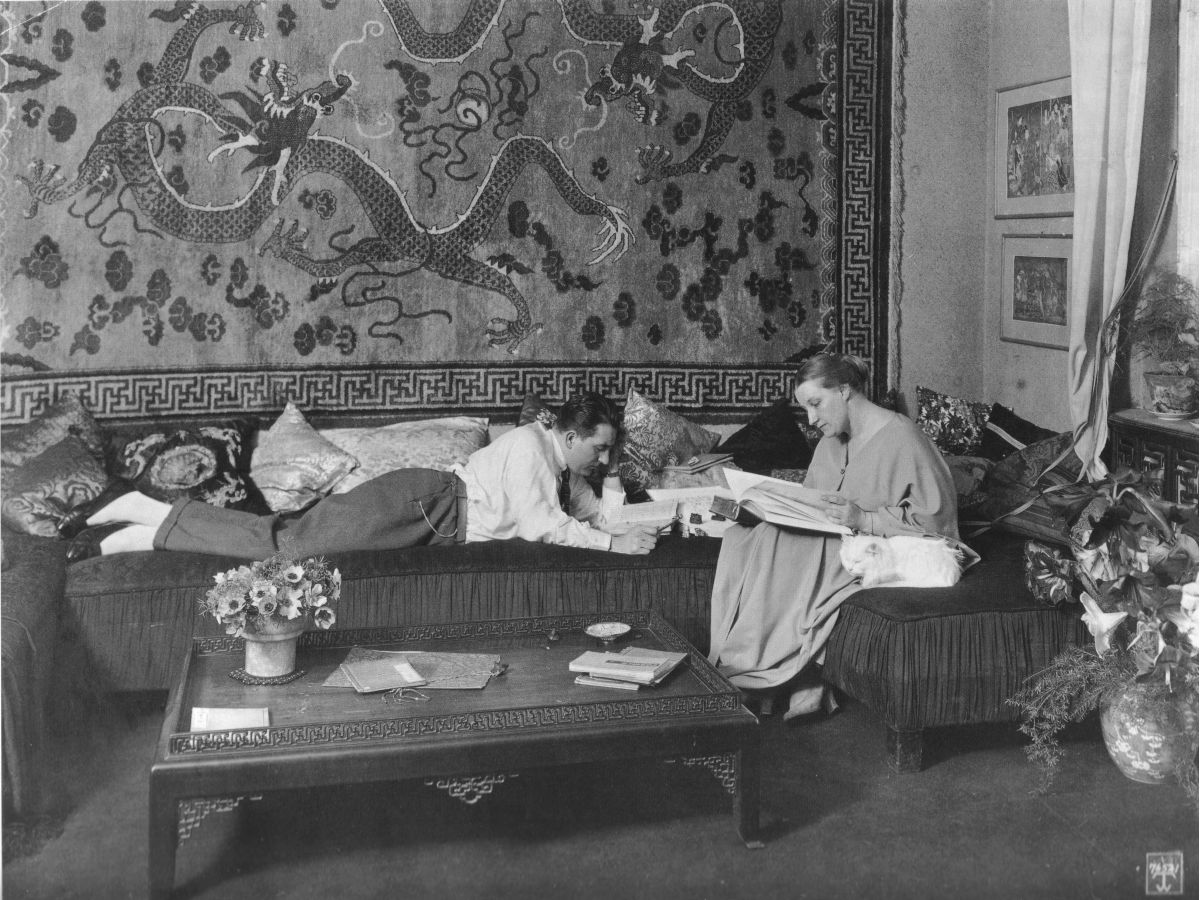
弗里茨‧朗與第二任妻子蒂婭·馮·哈布

弗里茨·朗出生於維也納，是建築師兼建築公司經理安東·朗 (1860-1940) 和波琳·“保拉”·朗 (1864-1920) 的次子。沒有任何文件證據顯示安東·朗的生父的真實身分。安東·朗 (Anton Lang) 被描述為“失去信仰的天主教徒”，他是一家重要建築公司Honus and Lang的建築商兼合夥人。波琳·“保拉”·朗是猶太人，後來皈依天主教。1890年12月28日，弗里茨·朗在維也納蘇格蘭修道院受洗。他有一個哥哥阿道夫·朗（1884-1961）。
弗里茨·朗的父親是摩拉維亞女傭的私生子，因此有摩拉維亞血統。他曾聲稱自己「生來就是一個天主教徒，而且非常虔誠」。弗里茨·朗最終將自己描述為無神論者，他認為宗教對於教授倫理學很重要。
完成學業後，弗里茨·朗曾短暫就讀於維也納技術大學，學習土木工程，最終轉向藝術。1910年，他離開維也納，遊歷歐洲和非洲，後來又去了亞洲和太平洋地區。1913年，他在巴黎學習繪畫。他被法國當局以「敵國僑民」的身份逮捕，之後他逃到維也納，被徵召加入奧地利帝國軍隊。
第一次世界大戰爆發時，弗里茨·朗返回維也納並自願加入奧地利軍隊服兵役，在俄羅斯和羅馬尼亞作戰。弗里茨·朗曾四度受傷，右眼失明，後來他看到了馬克斯·萊因哈特為受傷士兵舉辦表演，他在紅十字會的歌舞表演中演出。康復期間，他開始與奧地利電影導演喬梅合作創作劇本和簡單的劇本，並根據朗的劇本設計了兩卷電影。戰爭結束後，朗開始與復員的柏林藝術家們交往，並於1918年以中尉軍階退役。朗曾在維也納劇院短暫演出過，之後被埃里希·波默位於柏林的製作公司聘為編劇。
1919年2月13日，弗里茨·朗在柏林夏洛滕堡與戲劇女演員麗莎·羅森塔爾（Lisa Rosenthal）結婚。1920年9月25日，羅森塔爾在浴缸中中槍死亡，這一槍被認為是弗里茨·朗名下白朗寧左輪手槍發射的。朗和他未來的妻子蒂婭·馮·哈布（Thea von Harbou）聲稱羅森塔爾是自殺，朗和哈布之後被指控未能提供援助，該指控很快就被撤銷。

## 後期
隨著年齡的增長，弗里茨·朗的健康狀況每況愈下，他發現在好萊塢很難找到合適的製作條件和支持者，於是考慮退休。德國製片人阿圖爾·布勞納（Artur Brauner）曾表示有興趣重拍《印度墳墓》（1921年），1921年電影《印度墳墓》是根據蒂婭·馮·哈布的原創故事改編，該故事由朗在1920年代創作，由喬·梅（Joe May）執導。朗回到德國製作他的「印度史詩」，由《埃斯納普爾之虎》和《印度古墓》（1959年）組成。
製作完成後，布勞納正在準備重拍《馬布斯博士的遺囑》，這時弗里茨·朗向他提出了為該系列添加一部新原創電影的想法。其成果就是《馬布斯博士的千隻眼睛》（1960年），該片的成功促使布勞納製作了一系列新的馬布斯電影，包括翻拍的《馬布斯博士的遺囑》，儘管弗里茨·朗沒有執導任何續集。在製作過程中，弗里茨·朗瀕臨失明，《馬布斯博士的千隻眼睛》也是他擔任導演的最後一個計劃。
1963年，他在讓·呂克·戈達爾的電影《輕蔑》中以真人身份演出。

## 死亡
1960年2月8日，弗里茨·朗因其對電影事業的貢獻，在好萊塢星光大道上獲得了一顆星。
1976年8月2日，弗里茨·朗因中風去世，葬於洛杉磯好萊塢山的森林草坪好萊塢紀念公園。

## 作品
- 1919年：
  - 《混血（德语：Halbblut (1919)）》（Halbblut）
  - 《愛之主》（Der Herr der Liebe）
  - 《切腹（德语：Harakiri (1919)）》（Harakiri）
  - 《蜘蛛（上）》（Die Spinnen 1. Teil: Der goldene See）
- 1920年：
  - 《蜘蛛（下）》（Die Spinnen 2. Teil: Das Brillantenschiff）
  - 《移動的影像》（Das wandernde Bild）
- 1921年：
  - 《戰鬥的心》（Kämpfende Herzen）
  - 《三生計》（Der müde Tod）
- 1922年：《賭徒馬布斯》（Dr. Mabuse, der Spieler）
- 1924年：《尼伯龍根之歌》（Die Nibelungen）
- 1927年：《大都會》（Metropolis）
- 1928年：《間諜》（Spione）
- 1929年：《月亮中的女人》（Frau im Mond）
- 1931年：《M就是兇手》（M）
- 1933年：《馬布斯的遺囑（德语：Das Testament des Dr. Mabuse (1933)）》（Das Testament des Dr. Mabuse）
- 1934年：《利力姆（法语：Liliom (film, 1934)）》（Liliom）
- 1936年：《狂怒（英语：Fury (1936 film)）》（Fury）
- 1937年：《你只活一次（英语：You Only Live Once (1937 film)）》（You Only Live Once）
- 1938年：《你我之間（英语：You and Me (1938 film)）》（You and Me）
- 1940年：《法蘭克·詹姆斯歸來》（The Return of Frank James）
- 1941年：
  - 《西部聯盟（英语：Western Union (film)）》（Western Union）
  - 《萬里追蹤（英语：Man Hunt (1941 film)）》（Man Hunt）
- 1943年：《劊子手之死》（Hangmen Also Die!）
- 1944年：
  - 《綠窗豔影（英语：The Woman in the Window (1944 film)）》（The Woman in the Window）
  - 《恐怖內閣》（Ministry of Fear）
- 1945年：《血紅街道》（Scarlet Street）
- 1946年：《斗篷與匕首（英语：Cloak and Dagger (1946 film)）》（Cloak and Dagger）
- 1947年：《門後的秘密》（Secret Beyond the Door）
- 1950年：
  - 《漲潮小屋》（House by the River）
  - 《還我河山》（American Guerrilla in the Philippines）
- 1952年：
  - 《惡人牧場》（Rancho Notorious）
  - 《夜間衝突》（Clash by Night）
- 1953年：
  - 《藍色栀子》（The Blue Gardenia）
  - 《大內幕》（The Big Heat）
- 1954年：《人之欲》（Human Desire）
- 1955年：《慕理小鎮（英语：Moonfleet (film)）》（Moonfleet）
- 1956年：
  - 《夜闌人未靜（英语：While the City Sleeps (1956 film)）》（While the City Sleeps）
  - 《高度懷疑（英语：Beyond a Reasonable Doubt (1956 film)）》（Beyond a Reasonable Doubt）
- 1959年：
  - 《孟加拉虎（德语：Der Tiger von Eschnapur (1959)）》（Der Tiger von Eschnapur）
  - 《印度墳墓（德语：Das indische Grabmal (1959)）》（Das indische Grabmal）
- 1960年：《馬布斯博士的一千隻眼》（Die 1000 Augen des Dr. Mabuse）

## 文學創作

### 動畫
- 社子人的侵略

## 外部連結
- Fritz Lang在互联网电影资料库（IMDb）上的資料（英文）